# Nguyễn Phước Lộc
Nguyễn Phước Lộc (sinh ngày 31 tháng 1 năm 1970) là chính trị gia người Việt Nam. Ông hiện là Phó Bí thư Thành ủy Thành phố Hồ Chí Minh , Bí thư Đảng đoàn, Chủ tịch Ủy ban Mặt trận Tổ quốc Việt Nam Thành phố Hồ Chí Minh.
Ông từng là Phó Trưởng ban Dân vận Trung ương, Đại biểu Quốc hội Việt Nam khóa XIII, XIV, thuộc đoàn đại biểu Thành phố Hồ Chí Minh , Trưởng ban Tổ chức Thành ủy 

## Sự nghiệp

### Thanh niên Việt Nam
1996-2000, Phó Bí Thư Quận Đoàn, Bí thư Quận Đoàn 5; Chủ tịch Hội Liên hiệp Thanh niên Việt Nam quận 5; UV Ủy ban MTTQ Việt Nam quận 5, Đại biểu HĐND quận 5 khóa VIII (1999-2004).
2000-2002, UV Ban Thường vụ Thành Đoàn, Trưởng ban An ninh quốc phòng - Địa bàn dân cư; Phó Chủ tịch Hội Liên hiệp Thanh niên Việt Nam TPHCM; Ủy viên Ủy ban MTTQ Việt Nam TPHCM.
2002-2010, UV BCH Trung ương Đoàn, UV Ban Thường vụ Trung ương Đoàn; Phó Chủ tịch Thường trực TW Hội LHTN Việt Nam; Trưởng ban vận động thành lập Hội Thầy thuốc trẻ Việt Nam; Thành viên sáng lập Quỹ Cộng đồng Phòng tránh thiên tai; thành viên điều hành Quỹ học bổng Vừ A Dính, Quỹ học bổng Phan Châu Trinh; Thường vụ Hội Hữu nghị Việt Nam - Campuchia; Ủy viên Ủy ban Trung ương Mặt trận Tổ quốc Việt Nam Khóa VII.
Năm 2010, Chủ tịch Trung ương Hội Liên hiệp thanh niên Việt Nam khoá VI (2010 - 2015).
Năm 2011, trúng cử đại biểu Quốc hội khóa XIII (2011 - 2016); Ủy viên Ủy ban Văn hóa giáo dục thanh niên, thiếu niên và nhi đồng Quốc hội; thành viên nghị sĩ hữu nghị Việt Nam - Italia.

### Ban Dân vận Trung ương
2012-2016, Hàm Vụ trưởng Vụ Đoàn thể Nhân dân, Vụ Trưởng Vụ Tôn giáo, Vụ Trưởng Vụ Đoàn thể nhân dân Ban Dân vận Trung ương; UV Ban Thường vụ Đảng ủy Ban Dân vận Trung ương, Chủ nhiệm Ủy ban Kiểm tra Đảng ủy.
Năm 2016, trúng cử ĐBQH khoá XIV (2016-2021); Ủy viên thường trực Uỷ ban Về các vấn đề xã hội của Quốc hội; Phó Chủ tịch Nhóm Nghị sĩ hữu nghị Việt Nam - Hy Lạp; Phó Chủ tịch Nhóm Nghị sĩ hữu nghị Việt Nam - Thụy Điển.
Ngày 18 tháng 09 năm 2018, Phó Trưởng Ban Dân vận Trung ương.

### Thành phố Hồ Chí Minh
Ngày 31 tháng 12 năm 2021, Ban Bí thư đã có Quyết định số 424-QĐNS/TW về việc điều động và chỉ định cán bộ tham gia Ban Chấp hành, Ban Thường vụ Thành ủy TPHCM nhiệm kỳ 2020-2025 đối với đồng chí Nguyễn Phước Lộc, Phó Trưởng Ban Dân vận Trung ương.
Ngày 06 tháng 01 năm 2022, Bí thư Thành ủy TPHCM Nguyễn Văn Nên đã trao quyết định tiếp nhận, phân công đồng chí Nguyễn Phước Lộc, Ủy viên Ban Thường vụ Thành ủy TPHCM giữ chức Trưởng Ban Tổ chức Thành ủy TPHCM.
Ngày 26 tháng 9 năm 2023, Bí thư Thành ủy TPHCM Nguyễn Văn Nên đã trao quyết định chuẩn y của Bộ Chính trị phân công đồng chí Nguyễn Phước Lộc, Ủy viên Ban Thường vụ Thành ủy TPHCM Trưởng Ban Tổ chức Thành ủy TPHCM giữ chức Phó Bí thư Thành ủy Thành phố Hồ Chí Minh
Ngày 3 tháng 7 năm 2024, Ủy ban MTTQ TP.HCM tổ chức Hội nghị lần thứ 13, khóa XI, nhiệm kỳ 2019-2024. Hội nghị đã hiệp thương ông Nguyễn Phước Lộc, Phó Bí thư Thành ủy, Bí thư Đảng đoàn MTTQ thành phố kiêm giữ chức Chủ tịch Ủy ban MTTQ Việt Nam TP. HCM.
Ngày 8 tháng 7 năm 2024, ông được tham gia Lớp bồi dưỡng, cập nhật kiến thức, kỹ năng đối với cán bộ quy hoạch Ủy viên Ban Chấp hành Trung ương Đảng khóa XIV (Lớp thứ nhất).

## Tặng thưởng
- Huân chương Lao động hạng Ba (2012)